# Ad nostras manus
Ad nostras manus è un'enciclica di papa Pio VI, datata 31 luglio 1793, nella quale il Pontefice condanna e smentisce quanto contenuto nel Manifeste de l'armée chrétienne et royale au peuple français à Clisson, ce premier Juin 1793, che tende ad usurpare i diritti e la potestà del Sommo Pontefice.

## Fonte
- Tutte le encicliche e i principali documenti pontifici emanati dal 1740. 250 anni di storia visti dalla Santa Sede, a cura di Ugo Bellocci. Vol. II: Clemente XIII (1758-1769), Clemente XIV (1769-1774), Pio VI (1775-1799), Pio VII (1800-1823), Libreria Editrice Vaticana, Città del Vaticano 1994.